# National League South
National League South (dříve pod názvem Conference South) je šestá nejvyšší fotbalová soutěž v Anglii (společně s National League North). Soutěž byla založena v roce 2004. V roce 2015 byla celá Football Conference (Conference Premier, Conference North, Conference South) přejmenována na National League.

## Název
- Conference South (2004–2015)
- National League South (2015–)[1]

## Vítězové
| Sezóna  | Vítěz                  | Vítěz play-off         |
| ------- | ---------------------- | ---------------------- |
| 2004/05 | Grays Athletic         | Eastbourne Borough 1   |
| 2005/06 | Weymouth               | St Albans City         |
| 2006/07 | Histon                 | Salisbury City         |
| 2007/08 | Lewes                  | Eastbourne Borough     |
| 2008/09 | Wimbledon              | Hayes & Yeading United |
| 2009/10 | Newport County         | Bath City              |
| 2010/11 | Braintree Town         | Ebbsfleet United       |
| 2011/12 | Woking                 | Dartford               |
| 2012/13 | Welling United         | Salisbury City         |
| 2013/14 | Eastleigh              | Dover Athletic         |
| 2014/15 | Bromley                | Boreham Wood           |
| 2015/16 | Sutton United          | Maidstone United       |
| 2016/17 | Maidenhead United      | Ebbsfleet United       |
| 2017/18 | Havant & Waterlooville | Braintree Town         |
| 2018/19 | Torquay United         | Woking                 |
| 2019/20 | Wealdstone             | Weymouth               |
| 2020/21 | Bez vítěze             | Bez vítěze             |
| 2021/22 | Maidstone United       | Dorking Wanderers      |
| 2022/23 | Ebbsfleet United       | Oxford City            |
| 2023/24 | Yeovil Town            | Braintree Town         |
| 2024/25 | Truro City             |                        |

Poznámky
- 1  V první sezóně Conference South a North postupovaly jenom tři týmy. Vítězové play-off obou soutěží mezi sebou svedly zápas o postup na stadionu Britannia Stadium ve Stoke-on-Trent. V něm Eastbourne Borough podlehl klubu Altrinchamem poměrem 1:2.